# Ньютон (Канзас)
Ньютон (англ. Newton) — місто (англ. city) в США, в окрузі Гарві штату Канзас. Населення — 18 602 особи (2020).

## Географія
Ньютон розташований за координатами 38°2′7″ пн. ш. 97°21′16″ зх. д. / 38.03528° пн. ш. 97.35444° зх. д. (38.035237, -97.354415).  За даними Бюро перепису населення США в 2010 році місто мало площу 32,64 км², уся площа — суходіл. В 2017 році площа становила 37,10 км², уся площа — суходіл.

## Демографія
Згідно з переписом 2010 року, у місті мешкали 19 132 особи в 7584 домогосподарствах у складі 5045 родин. Густота населення становила 586 осіб/км².  Було 8237 помешкань (252/км²).
Расовий склад населення:
| - 88,4 % — білих - 2,2 % — чорних або афроамериканців - 0,9 % — корінних американців - 0,8 % — азіатів - 4,7 % — осіб інших рас |

До двох чи більше рас належало 2,9 %. Частка іспаномовних становила 16,3 % від усіх жителів.
За віковим діапазоном населення розподілялося таким чином: 26,4 % — особи молодші 18 років, 57,7 % — особи у віці 18—64 років, 15,9 % — особи у віці 65 років та старші. Медіана віку мешканця становила 36,8 року. На 100 осіб жіночої статі у місті припадало 94,0 чоловіків;  на 100 жінок у віці від 18 років та старших — 91,3 чоловіків також старших 18 років.
Середній дохід на одне домашнє господарство  становив 55 185 доларів США (медіана — 45 266), а середній дохід на одну сім'ю — 65 122 долари (медіана — 54 507). Медіана доходів становила 41 870 доларів для чоловіків та 31 095 доларів для жінок. За межею бідності перебувало 16,8 % осіб, у тому числі 27,6 % дітей у віці до 18 років та 4,4 % осіб у віці 65 років та старших.
Цивільне працевлаштоване населення становило 8980 осіб. Основні галузі зайнятості: освіта, охорона здоров'я та соціальна допомога — 27,5 %, виробництво — 25,8 %, мистецтво, розваги та відпочинок — 8,0 %, роздрібна торгівля — 7,8 %.

## Відомі особистості
В поселенні народилась:
- Елізабет Гойзінгтон (1918—2007) — американська військова діячка.